# جيسي جارسيا
جيسي جارسيا (بالإسبانية: Jesse Garcia)‏ هو ممثل مكسيكي، ولد في 1982 في الولايات المتحدة.

## أعمال

### أفلام
- (2012) المنتقمون[4][5]
- (2014) ألكسندر واليوم الرهيب، الفظيع، غير الجيد، السيء جدا[6][7]

## وصلات خارجية
- جيسي جارسيا على موقع IMDb (الإنجليزية)
- جيسي جارسيا على موقع ألو سيني (الفرنسية)
- جيسي جارسيا على موقع قاعدة بيانات برودواي على الإنترنت (الإنجليزية)
- جيسي جارسيا على موقع قاعدة بيانات الفيلم (الإنجليزية)